# シュトラールズント攻囲戦 (1678年)
シュトラールズント攻囲戦（独: Belagerung von Stralsund）はスウェーデン・ブランデンブルク戦争中のグレゴリオ暦1678年9月30日（当時のプロイセン及びスウェーデンで通用していたユリウス暦では1678年9月20日。以下の記述は全てグレゴリオ暦に倣う）、スウェーデン軍とブランデンブルク＝プロイセン軍が衝突した攻城戦である。
21,500名を擁するブランデンブルク＝プロイセン軍は、町の大部分が破壊された20時間足らずの砲撃を経て、それまでスウェーデンに属していた重要な要塞、シュトラールズントを制圧した。

## 前史
スウェーデンはフランスの働きかけによってブランデンブルク＝プロイセンに対する攻勢を開始し、スウェーデン・ブランデンブルク戦争を引き起こした。しかし軍が6月28日にフェールベリンの戦いで大敗を喫した結果、スウェーデンは北ドイツにおいて守勢に追い込まれる。
デンマークと神聖ローマ帝国がスウェーデンに対して宣戦を布告すると、1675年10月にはブランデンブルク選帝侯フリードリヒ・ヴィルヘルム率いるブランデンブルク＝プロイセン軍がシュトラールズントの門前に到達した。すでに同年10月23日には、シュトラールズント近郊でブランデンブルク軍とデンマーク軍が初めて合流を果たしていたのである。その場に来ていたデンマーク国王クリスチャン5世が即時の攻撃に反対し、冬も迫っていたので、連合軍は同年10月25日には撤収した。
1676年にはシュトラールズントの内外で、軍事的な事件は何も起きなかった。しかし1677年、ケーゲ湾の海戦でデンマーク海軍がスウェーデン海軍を破る。この敗北はシュトラールズントとスウェーデン領ポメラニアにとって、スウェーデン本国からのあらゆる支援が途絶えたことを意味した。なぜなら、今やデンマークがバルト海の制海権を掌握したからである。同時にシュテッティーンも攻囲を受けており、1677年9月17日にはデンマーク軍によってスウェーデンが支配していたリューゲン島が占領された。

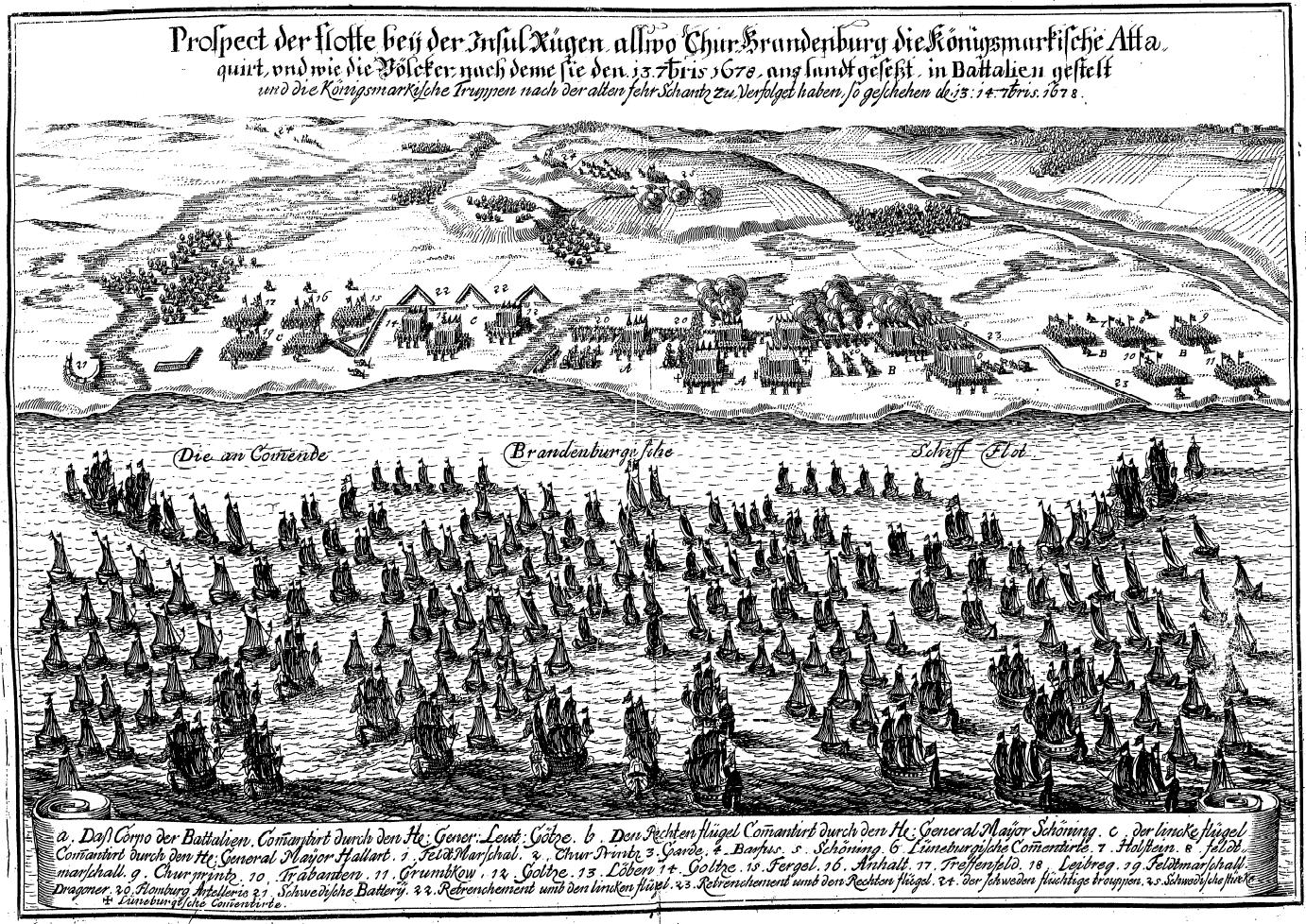
1678年9月23日、リューゲン島に上陸するブランデンブルク軍。これはシュトラールズント要塞を攻略する上で、重要な前提であった。

1678年1月15日、シュトラールズントから来攻したスウェーデン軍がリューゲン島に上陸し、1月18日にヴァークゾウの戦いでデンマーク＝ブランデンブルク連合軍を打ち破る。
シュトラールズント周辺の陸地は、スウェーデンのこの勝利にも拘わらず不安定であった。1678年8月5日から6日にかけての夜、ブランデンブルク兵500名がシュトラールズントの近郊に侵攻し、略奪を働いて14名の捕虜を取った。デンマーク海軍の艦も海から襲撃を繰り返していたのである。
1678年9月22日から23日にかけてデンマーク軍とブランデンブルク軍がリューゲン島に上陸すると、シュトラールズントの町は危機に陥った。その後の数日間で、スウェーデン軍はリューゲン島の放棄とシュトラールズントへの移動を強いられる。同年9月27日には、デーンホルム島からスウェーデン軍が撤収した。リューゲン島の失陥により、シュトラールズントへの進攻はもはや時間の問題となる。

## シュトラールズント攻囲戦

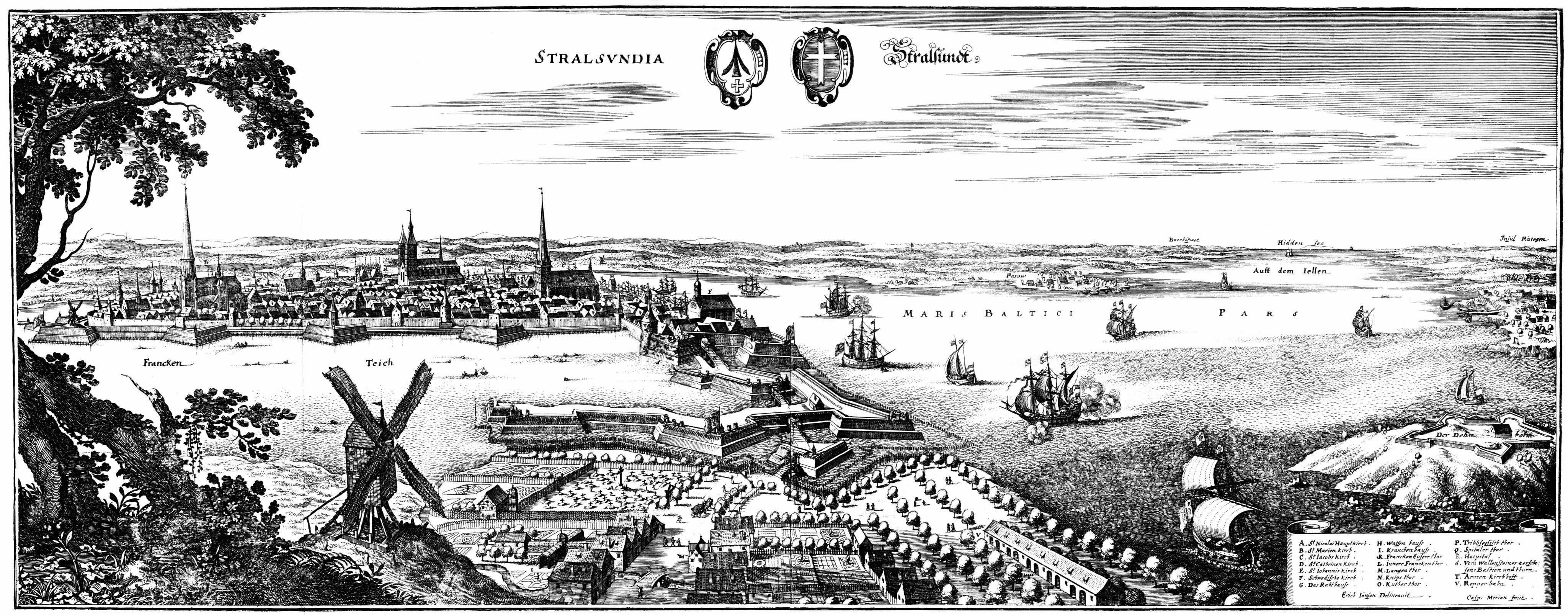
1640年頃のシュトラールズント。

シュトラールズントの攻囲戦は1678年9月30日、デーンホルム島に展開したブランデンブルク軍の大砲によるフランケンダム及びシュトラールズント港への砲撃とともに始まった。この砲撃により、シュトラールズントでは5名の犠牲者が出た。5日後の1678年10月5日、ブランデンブルク軍は町の前面に展開する。選帝侯フリードリヒ＝ヴィルヘルムはリューダースハーゲンに本営を敷いた。ブランデンブルク軍は、ポンメルンから来援した部隊によって21,500名と大砲80門を擁していた。
一方、シュトラールズントでは1678年10月5日から、とりわけフランケンフォアシュタットで補強工事が行われていた。これによって市壁はより高くなり、狭間も開かれた。市門の前面からは敵軍が遮蔽物として利用できなくなるよう、樹木や家屋が撤去される。しかし同地の要塞には、外側の防衛施設が無かった。このことは、初期の状況を不利なものにした。なぜなら17世紀の後半には大砲の射程が伸び続けており、島という立地も攻囲軍の砲兵隊にとり、もはや支障にならなくなっていたからである。シュトラールズントには様々な口径の金属製の大砲73門と、鉄製の大砲44門があった。これにスウェーデン軍の野砲37門が加わる。スウェーデン軍はシュトラールズントに3,000名を展開しており、町も3,000名を防衛のために提供した。また、弾薬と火薬の備蓄状況は良好であった。
他方、ブランデンブルク軍はシュトラールズントの前面でスウェーデン軍の砲撃を受けていたにも拘わらず、陣地の強化を進めていた。1678年10月15日までに、シュトラールズントの市内では砲撃により、さらに20名の犠牲者が出ている。
10月15日から19日にかけて、選帝侯フリードリヒ・ヴィルヘルムは差し迫った町の破壊を降伏の勧告によって阻もうと、最後に試みを行った。しかし町の上層部とスウェーデンの総督、オットー・ヴィルヘルム・フォン・ケーニヒスマルクはこれを拒絶した。
1678年10月20日、シュテッティーンから攻囲軍のための火薬を積んだ1隻の船が到着する。砲兵隊に火薬を分配した後、町を砲撃する準備は終わった。そして同日の22時にも、火蓋が切られる。砲兵隊はデーンホルム島、ミューレンベルクやトリープゼー門の前に築かれた砦からフランケンフォアシュタットを攻撃した。30分後には、市内に大量に備蓄されていた秣や藁に引火して火災が発生し、急速に燃え広がった。
1678年10月21日の朝6時から7時、そして12時から14時の間、交渉のため砲撃は中止されたが、合意に至らなかったために再開される。改めて射撃を休止した後の19時、スウェーデン軍は軍使を攻囲軍へ派遣し、降伏の準備があることを伝えた。それまでに破壊が看過できないほど進行し、町の全面的な壊滅が迫っていたため、交渉の必要が生じたのである。同時代史料は町の人的損失や負傷者の数について、何の情報も挙げていない。

## 結果とその影響
1678年10月25日、名誉を伴う降伏の取り決めが調印に至った。スウェーデン側の総司令官、オットー・ヴィルヘルム・フォン・ケーニヒスマルクは10月28日、残った2,543名の兵とともに町を去り、スウェーデンに向けて出航した。10月30日にはブランデンブルク軍が町に入り、市議会は選帝侯に忠誠を誓う。町が所有していた大砲はブランデンブルク＝プロイセンに移譲された。同年11月26日、グライフスヴァルトもフリードリヒ・ヴィルヘルムに降ると、スウェーデン軍はポンメルンに拠点と部隊を持たなくなる。
その後、シュトラールズントがブランデンブルク＝プロイセンに帰属したのはサン＝ジェルマン講和条約が締結され、同国が征服した土地をほぼ全てスウェーデンに返還するよう強いられる1679年6月29日までの、わずかな期間に留まった。

## 文献
- Herbert Ewe: Geschichte der Stadt Stralsund. Böhlau, Weimar 1984.
- Curt Jany: Geschichte der Preußischen Armee. Vom 15. Jahrhundert bis 1914. Bd. 1, Biblio Verlag, Osnabrück 1967.
- マーレン・ローレンツ（ドイツ語版）: Das Rad der Gewalt. Militär und Zivilbevölkerung in Norddeutschland nach dem Dreißigjährigen Krieg (1650-1700). Böhlau, Köln u.a. 2007, ISBN 978-3-412-11606-4.